# Eruzione del Pinatubo del 1991
L'eruzione del Pinatubo del 1991 è stata un'eruzione vulcanica krakatoiana del vulcano Pinatubo, nelle Filippine. L'evento eruttivo è iniziato il 7 giugno e ha avuto conseguenze catastrofiche sull'ambiente e la popolazione.

## Prime avvisaglie
Il 16 luglio 1990 un terremoto di magnitudo 7,8 della scala Richter scosse l'isola di Luzon e provocò 1450 morti. Il suo epicentro si trovava a un centinaio di chilometri a nord-est del monte Pinatubo, alcuni vulcanologi ritenevano che questo potesse essere l'evento scatenante dell'eruzione del 1991. Due settimane dopo il terremoto, i residenti riferiscono di aver visto del vapore sul vulcano, ma gli scienziati che ispezionarono la montagna conclusero che si trattasse di una piccola frana piuttosto che di un'attività vulcanica.
Il 15 marzo 1991, una serie di tremori furono avvertiti dagli abitanti dei villaggi sul settore nord-ovest del vulcano. Nelle successive due settimane, questi tremori si intensificarono e divenne chiaro che l'attività vulcanica stesse evolvendo. Il 2 aprile il vulcano si risvegliò, provocando un'eruzione freatica lungo una faglia di 1,5 chilometri vicino alla vetta. Nelle settimane successive si verificano piccole esplosioni fotomagmatiche che depositarono cenere vulcanica tutto intorno al vulcano. Ogni giorno vennero rilevati centinaia di terremoti.
L'attività vulcanica si intensificò durante i mesi di aprile e maggio. Le misurazioni delle emissioni di anidride solforosa mostrarono un aumento molto rapido, da 500 tonnellate al giorno il 13 maggio a 5 000 tonnellate al giorno il 28 maggio, prova di un aumento del magma all'interno del vulcano. Dopo il 28 maggio, il tasso di anidride solforosa emessa diminuì, il degassamento del magma sembrò essersi bloccato nel vulcano. Era quindi da temere un aumento della pressione nella camera magmatica, con il rischio di un'eruzione esplosiva.
Il primo rilascio del magma avvenne il 3 giugno e la prima grande esplosione il 7 giugno, generando una colonna di cenere che raggiunse un'altitudine di sette chilometri. L'Istituto filippino di vulcanologia e sismologia, in collaborazione con il Servizio geologico degli Stati Uniti, emise un avviso di una grave eruzione entro 12 settimane.

## Evacuazione
Di fronte a segni sempre più evidenti di una grande eruzione, l'Istituto filippino di vulcanologia e sismologia e le organizzazioni vulcanologiche internazionali cercarono di convincere le autorità locali del reale pericolo. La difficoltà maggiore risiedeva nella corretta valutazione di questo rischio: un catastrofismo troppo grande poteva portare al discredito delle autorità competenti, mentre un diniego del pericolo poteva portare a migliaia di morti.
Dopo molteplici consultazioni, vennero definite tre zone di evacuazione: una zona centrale di dieci chilometri di diametro centrata sulla sommità del vulcano, una zona intermedia tra dieci e venti chilometri dalla vetta e una terza zona tra venti e quaranta chilometri, coprendo compresa la base dell'aeronautica di Clark e la città di Angeles. Più di 40.000 persone vivevano nelle prime due zone e quasi 331.000 nella terza. Vennero definiti cinque livelli di allerta e ogni giorno un bollettino diffuso da giornali, radio e televisione impostava il livello di allerta per ciascuna zona.
Molti Aeta che vivevano sui fianchi del vulcano lasciarono i loro villaggi. La prima evacuazione ufficiale iniziò nella prima zona il 7 aprile. L'evacuazione della seconda zona fu ordinata il 7 giugno dopo il raggiungimento dell'allerta di livello 4. Il 14 giugno fu raggiunto il livello 5 nella terza zona, portando all'evacuazione di 60.000 persone. La maggior parte di loro si rifugiò a Manila e Quezon City, e più di 30.000 persone furono sistemate nello stadio Amoranto di Quezon City.

## Prime esplosioni

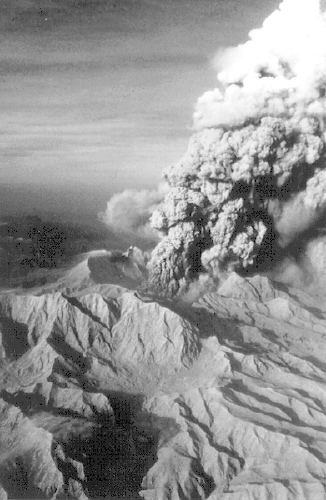
Vista aerea di una colonna eruttiva che sale dal cratere durante un'esplosione iniziale nel giugno del 1991.

All'inizio di giugno, i sensori mostrano che il vulcano si stava espandendo, fornendo la prova di un aumento del magma sotto la montagna. Allo stesso tempo, l'epicentro dei terremoti iniziava ad avvicinarsi sempre di più alla superficie e alla sommità. Il 7 giugno, l'eruzione inizia con il primo rilascio di magma, che si traduce nella formazione di un duomo di lava nella parte superiore del vulcano. Questo duomo crebbe nei cinque giorni successivi fino a raggiungere un diametro di 200 metri e un'altezza di 40 metri.
Alle 03:41 della mattina del 12 giugno, una piccola esplosione segnò l'inizio di una fase pliniana molto violenta. Poche ore dopo, grandi esplosioni durate più di trenta minuti generarono una colonna eruttiva che raggiunse i 19 chilometri di altitudine e flussi piroclastici che precipitarono a valle per quattro chilometri. Quattordici ore dopo, un'esplosione di quindici minuti generò un pennacchio di 24 chilometri in altitudine.

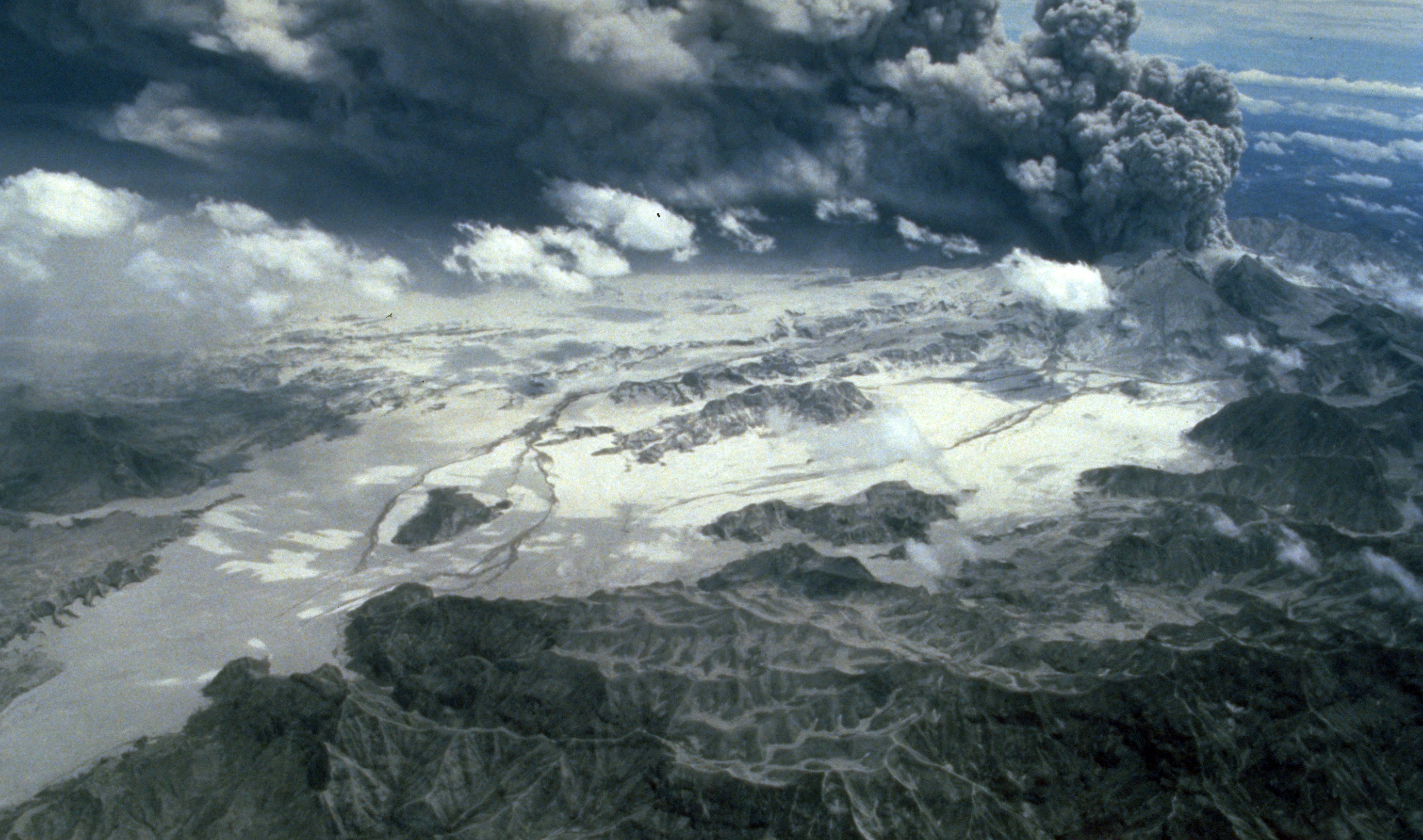
Vista aerea del Pinatubo il 29 giugno 1991: la valle Marella (in primo piano) è ostruita dai materiali emessi dalle colate piroclastiche e dalle colonne eruttive della caldera (nell'ultimo piano a destra) durante le esplosioni.

Una terza eruzione iniziò alle 08:41 della mattina del 13 giugno, durò cinque minuti e una colonna di 24 chilometri apparve nuovamente. Dopo tre ore di inattività, l'attività sismica si intensificò nelle 24 ore successive fino all'esplosione del 14 giugno alle 13:09 che formò un pennacchio di cenere a 21 km di altitudine.
Una notevole quantità di cenere vulcanica venne espulsa a sud-ovest del vulcano durante queste quattro grandi esplosioni. Due ore dopo l'ultima di queste quattro esplosioni, una serie di esplosioni si svolsero in un periodo di 24 ore generando significativi flussi piroclastici che precipitarono lungo le valli per chilometri.

## Parossismo
Il 15 giugno fu il culmine dell'attività eruttiva, inoltre forti scosse furono registrate alle 13:42. Si registrarono anche variazioni improvvise della pressione atmosferica.

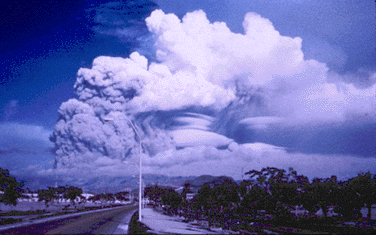
Vista della colonna eruttiva sopra il Pinatubo subito dopo l'esplosione principale del 15 giugno 1991.

Lo stesso giorno, il ciclone Yunya raggiunse l'isola di Luzon, passando a 75 chilometri a nord del vulcano. Le piogge torrenziali impedirono un'osservazione diretta dell'eruzione ma le misurazioni mostrarono che le particelle vennero espulse fino ad un'altitudine di 34 chilometri e che colate piroclastiche si estesero ad una distanza di oltre sedici chilometri mescolandosi con la cenere vulcanica che con le piogge formarono colate di fango vulcanico chiamate lahar.
La nube di cenere si diffuse su un'area di 125.000 km², oscurando gran parte dell'isola di Luçon. Le ceneri che si formarono, si depositarono sulla maggior parte dell'isola. Massi vulcanici caddero in tutto il Mar Cinese Meridionale e la cenere venne trasportata a ovest in Vietnam, in Cambogia e in Malesia.
Intorno alle 22:30, o comunque nove ore dopo l'inizio della fase parossistica, la pressione atmosferica calò verso valori normalizzati. I vulcanologi considerano questo periodo come la fine dell'eruzione.

## Fine dell'eruzione

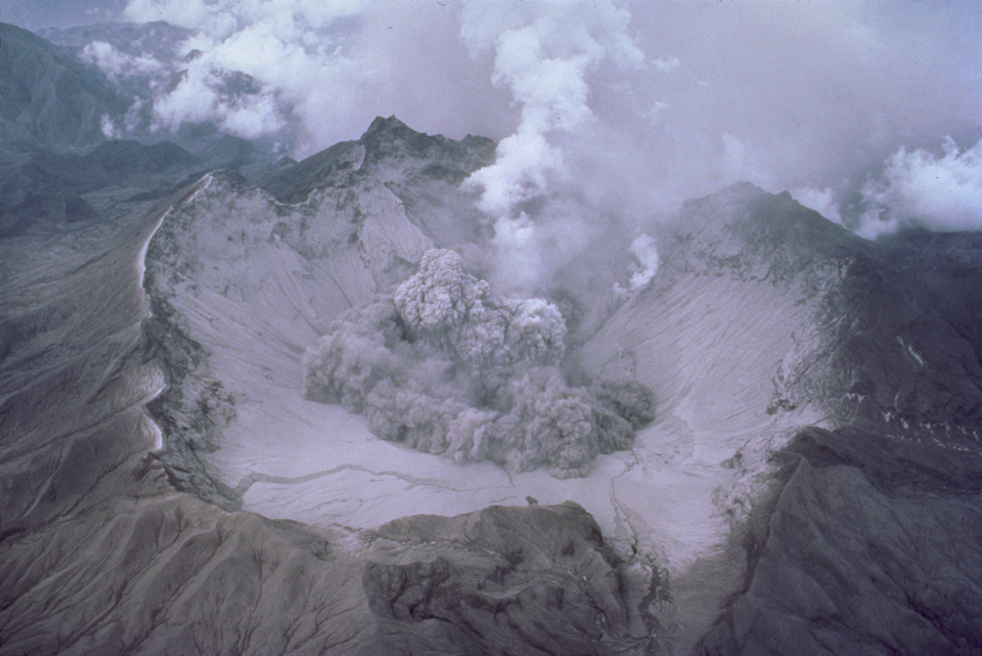
Vista aerea del 1º agosto 1991. Oltre alla colonna bianca composta da gas vulcanici si innalzano nubi di cenere vulcanica che cadono coprendo il fondo del cratere.

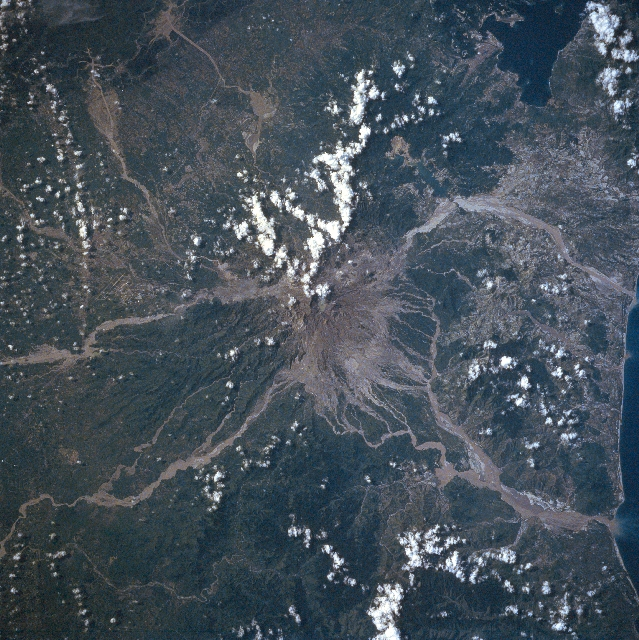
Immagine presa dallo Space Shuttle Atlantis nel 1992 sul Pinatubo. Dalla caldera e dai suoi dintorni coperti di cenere (al centro) si irradiano valli ingombre di materiali depositati dai lahar (in grigio) fino al mar Cinese Meridionale (a destra) e alla baia di Manila (in alto a sinistra).

Dopo il 15 giugno 1991, l'attività vulcanica proseguì regolarmente fino ad agosto con esplosioni che gettarono cenere, per poi terminare il 2 settembre. In totale, questa eruzione pliniana espulse 10 km³ di materiale, dieci volte la quantità di materiale rilasciato dal Monte Saint Helens nel 1980.  L'indice di esplosività vulcanica di questa colossale eruzione è stimato a 6 su una scala di 8 potente quanto l'eruzione del Krakatoa nel 1883. La parte superiore del vulcano è stato sostituita da una caldera di 2,5 chilometri di diametro. Il punto più alto sul bordo della caldera culmina a 1.485 metri sul livello del mare, 260 metri più in basso rispetto alla vetta originale.
Dalla fine delle esplosioni, un lago acido si formò nella caldera dalla raccolta dell'acqua piovana. All'inizio, il lago non era molto ampio, caldo con una temperatura di 40 °C e molto acido, con un pH di 2. Con l'aumento della sua superficie e del suo volume e con la pioggia che gradualmente lo raffreddava, nel 2003 arrivò ad avere una temperatura di 26 °C e un pH di 5,5. Il livello del lago si alzò in media di un metro al mese fino a settembre del 2001, quando il governo filippino temette che le pareti della caldera avrebbero ceduto e che avrebbe fatto drenare lago. 9.000 persone furono nuovamente evacuate e fu fatta una breccia di cinque metri per svuotare il lago di un quarto del suo volume.

## Conseguenze

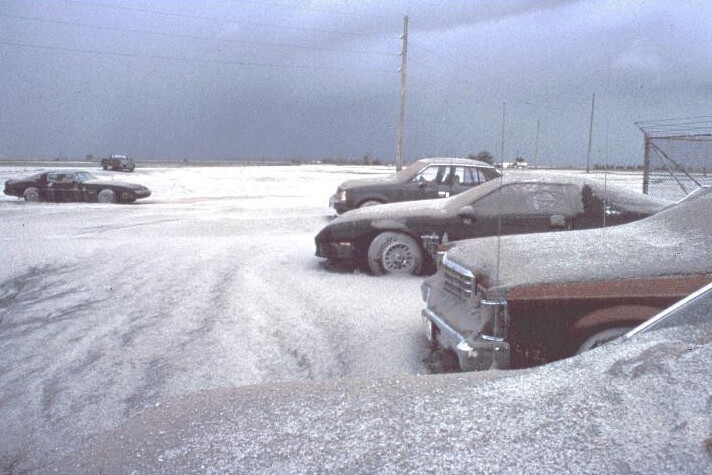
Autovettura ricoperte di cenere vulcanica sulla base aerea americana Clark.

Circa 300 persone morirono direttamente durante l'eruzione, la maggior parte dei tetti crollarono sotto il peso della cenere bagnata. Questa valutazione relativamente bassa per un'eruzione di questa importanza è dovuta ad una buona previsione dei rischi da parte dei vulcanologi e alla decisione di evacuare le popolazioni.
La stagione delle piogge che seguì creò più lahar, spostando le popolazioni nei campi per rifugiati. Centinaia di persone morirono lì a causa delle condizioni igieniche.
Tutta la vita scomparve entro un raggio di quattordici chilometri intorno al vulcano. L'agricoltura soffrì, centinaia di ettari di terreno coltivabile furono resi inagibili alla coltivazione, distruggendo i mezzi di sussistenza di migliaia di agricoltori. Gli Stati Uniti d'America possedevano due basi militari, entrambe furono abbandonate dopo essere state gravemente danneggiati dall'eruzione.

### Impatti economici e sociali

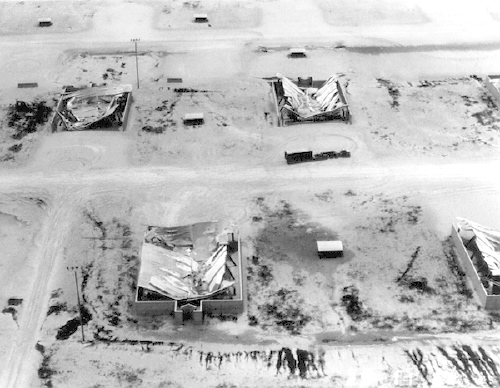
Vista aerea di una parte delle strutture dell'aeroporto di Clark il 29 giugno 1991. Sotto il peso della cenere vulcanica, i tetti degli hangar sono crollati.

L'eruzione del Pinatubo ha pesato molto sullo sviluppo economico della regione che rappresentava il 10% della ricchezza nazionale prodotta. Il disastro pesò anche sull'economia nazionale , l'aumento del PIL filippino fu appena del 2% per l'anno fiscale 1990-1991 contro il 5% degli anni precedenti. La distruzione di edifici e infrastrutture costò miliardi di pesos e furono subito intensificati gli sforzi per costruire argini e dighe per proteggersi dai lahar.

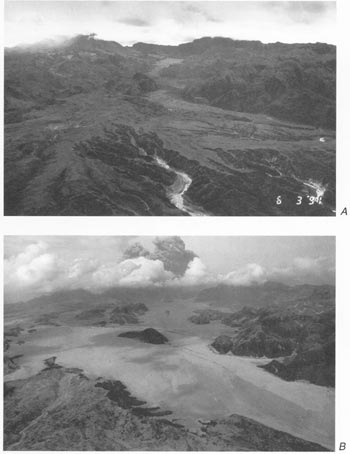
Fotomontaggio comparativo di vedute aeree delle valli di Maloma e Marella prima (in alto) e dopo (in basso) la fase parossistica dell'eruzione che mostra il loro riempimento di oltre 200 metri di spessore da materiali piroclastici. Sullo sfondo la vetta del Pinatubo (non visibile).

Un totale di 364 comunità e 2,1 milioni di persone furono colpite dall'eruzione. 8.000 case furono completamente distrutte e oltre 73.000 danneggiate. Le colate piroclastiche distrussero strade e mezzi di comunicazione, il costo stimato dei danni alle infrastrutture fu di 3,8 miliardi di pesos.
Gli sforzi compiuti in numerosi lavori di rimboschimento furono annientati dalla distruzione di 150 km² di foresta per un valore di 125 milioni di pesos. 800 km² di risaie furono rese inadatti alla coltivazione e 800.000 capi di bestiame e pollame furono uccisi. Il costo per l'agricoltura fu stimato a 1,5 miliardi di pesos.
La distruzione delle attrezzature sanitarie e le difficili condizioni igieniche nei campi per rifugiati spiegano l'aumento del tasso di mortalità nei mesi successivi all'eruzione. I danni alle scuole interruppero la scolarizzazione di migliaia di bambini.
Gli Aeta sono stati i più colpiti dal risveglio del vulcano, con la distruzione di molti dei loro villaggi che ha cambiato completamente il loro modo di vivere. La maggior parte di loro si è trasferita nei campi, le loro condizioni di vita rimangono difficili. Incapaci di soddisfare il proprio fabbisogno alimentare con piccoli appezzamenti offerti dal governo, molti Aeta lavorano di fattoria in fattoria per conto di grandi proprietari terrieri, frammentando la loro società e rendendola dipendente dall'economia regionale.

### Impatti sul clima globale

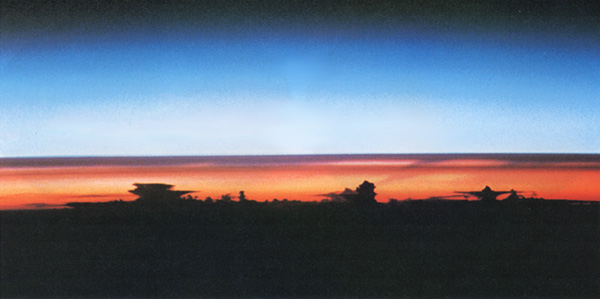
Fotografia scattata dalla parte navetta spaziale (missione STS 43) oltre l'america meridionale l'8 agosto 1991 che mostra il doppio strato della nube di aerosol (in grigio scuro sopra le nuvole).

Il Pinatubo ha emesso durante la sua eruzione una quantità significativa di aerosol e cenere vulcanica nella stratosfera. I vulcani emettono in particolare modo l'anidride solforosa. Questa reagisce con l'acqua per formare aerosol di acido solforico che si sono diffusi nella stratosfera entro un anno dall'eruzione. Questo ingresso di aerosol nella stratosfera è il più grande dall'eruzione del Krakatoa nel 1883, con un totale stimato di 17 milioni di tonnellate di anidride solforosa. Questa è la più grande quantità mai registrata da strumenti moderni.
L'acido solforico assorbe e riflette la radiazione solare, provocando nel caso del Pinatubo una diminuzione della luminosità dell'ordine del 10% sulla superficie terrestre. Vi è poi un raffreddamento su scala globale: nel 1992-1993, si stima la diminuzione media della temperatura a terra tra 0,5 e 0,6 °C nell'emisfero nord e 0,4 °C su tutto il globo. Allo stesso tempo, le temperature nella stratosfera sono aumentate di diversi gradi Celsius a causa dell'assorbimento della radiazione solare da parte degli aerosol.
La cenere vulcanica e gli aerosol inviati dall'atmosfera terrestre alla stratosfera si sono dispersi e hanno fatto il giro della Terra diverse volte per quasi tre anni. Queste particelle sottili e aerosol hanno prodotto tramonti insolitamente colorati per diverse settimane nell'emisfero settentrionale. Il tempo piovoso nell'America del Nord nel 1992 e l'alluvione nel Midwest del 1993 sono in parte dovuti all'aumento della polvere atmosferica che è servita a una inseminazione delle nuvole.
Questa eruzione ha avuto anche un effetto sullo strato di ozono, aumentando in modo significativo il suo tasso di distruzione. Nelle zone temperate, i livelli di ozono hanno raggiunto i minimi storici mentre nell'emisfero australe durante l'inverno del 1992, il buco dell'ozono sopra l'Antartide ha raggiunto le dimensioni più grandi mai osservate. L'eruzione del monte Hudson in Cile nell'agosto del 1991 è anch'essa responsabile della distruzione dello strato di ozono.

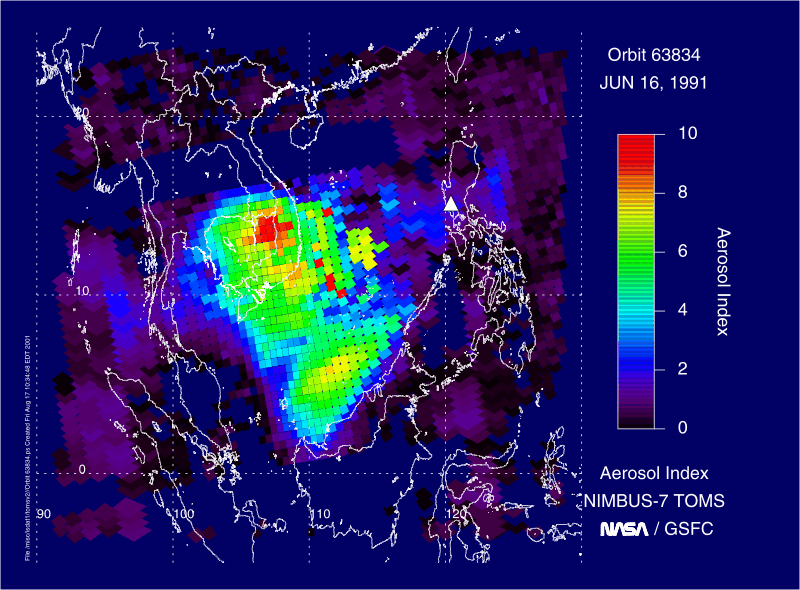
Le misurazioni satellitari di cenere aerosol sopra il Mar Cinese Meridionale il 16 giugno 1991.
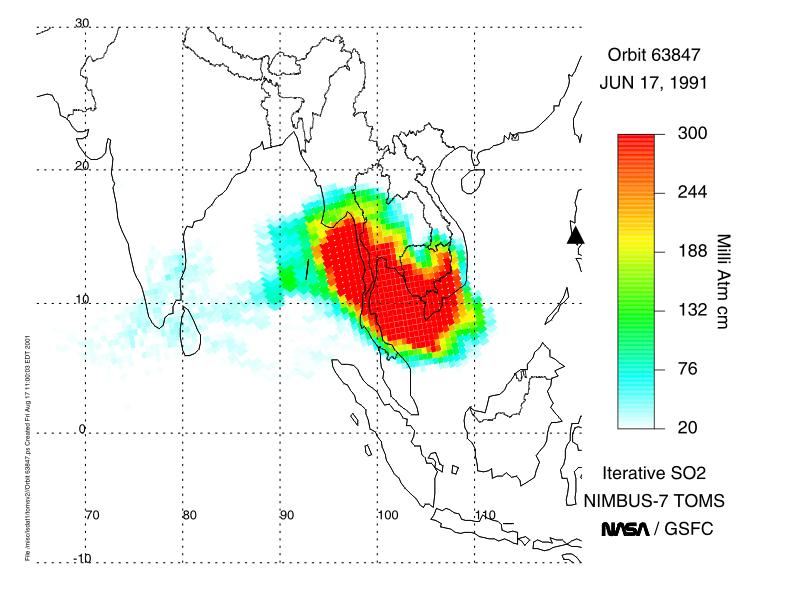
Le misurazioni satellitari di emissioni di anidride solforosa sopra il Mar Cinese Meridionale e il mare delle Andamane il 17 giugno 1991.
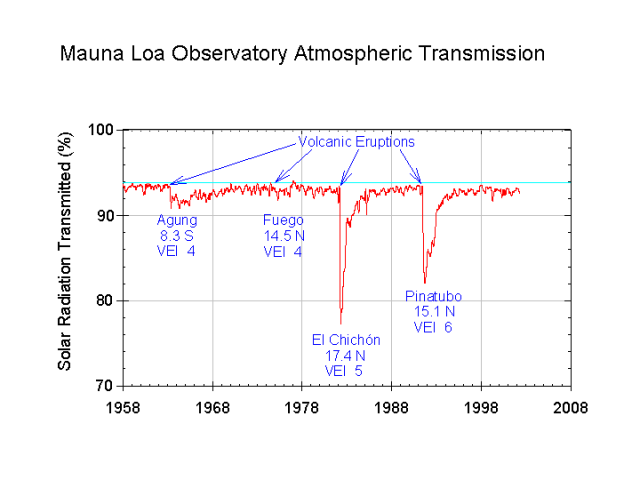
Grafico delle misurazioni della radiazione solare (curva rossa) prese all'osservatorio di Mauna Loa alle Hawaii. Questa radiazione solare ha conosciuto dal 1958 quattro riduzioni significative causate da quattro eruzioni tra cui quella del Pinatubo.
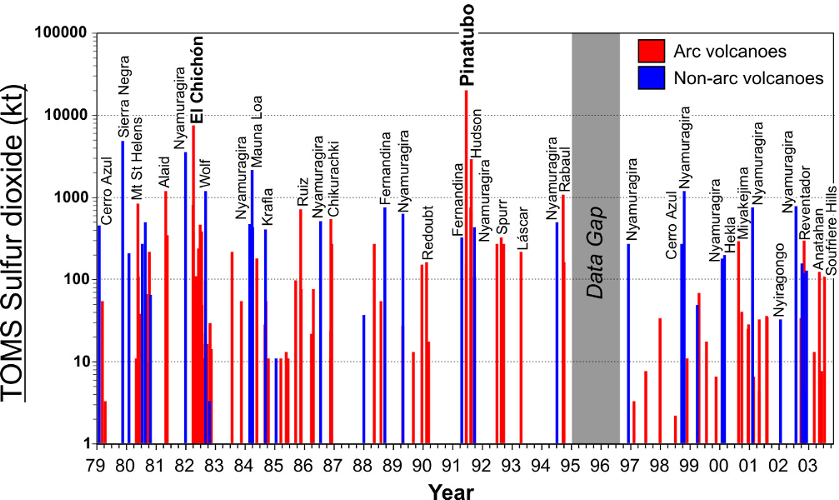
Grafico delle misurazioni atmosferiche delle emissioni di anidride solforosa causate dalle eruzioni vulcaniche comprese quelle del Pinatubo nel 1991 (al centro).

## Continua attività eruttiva

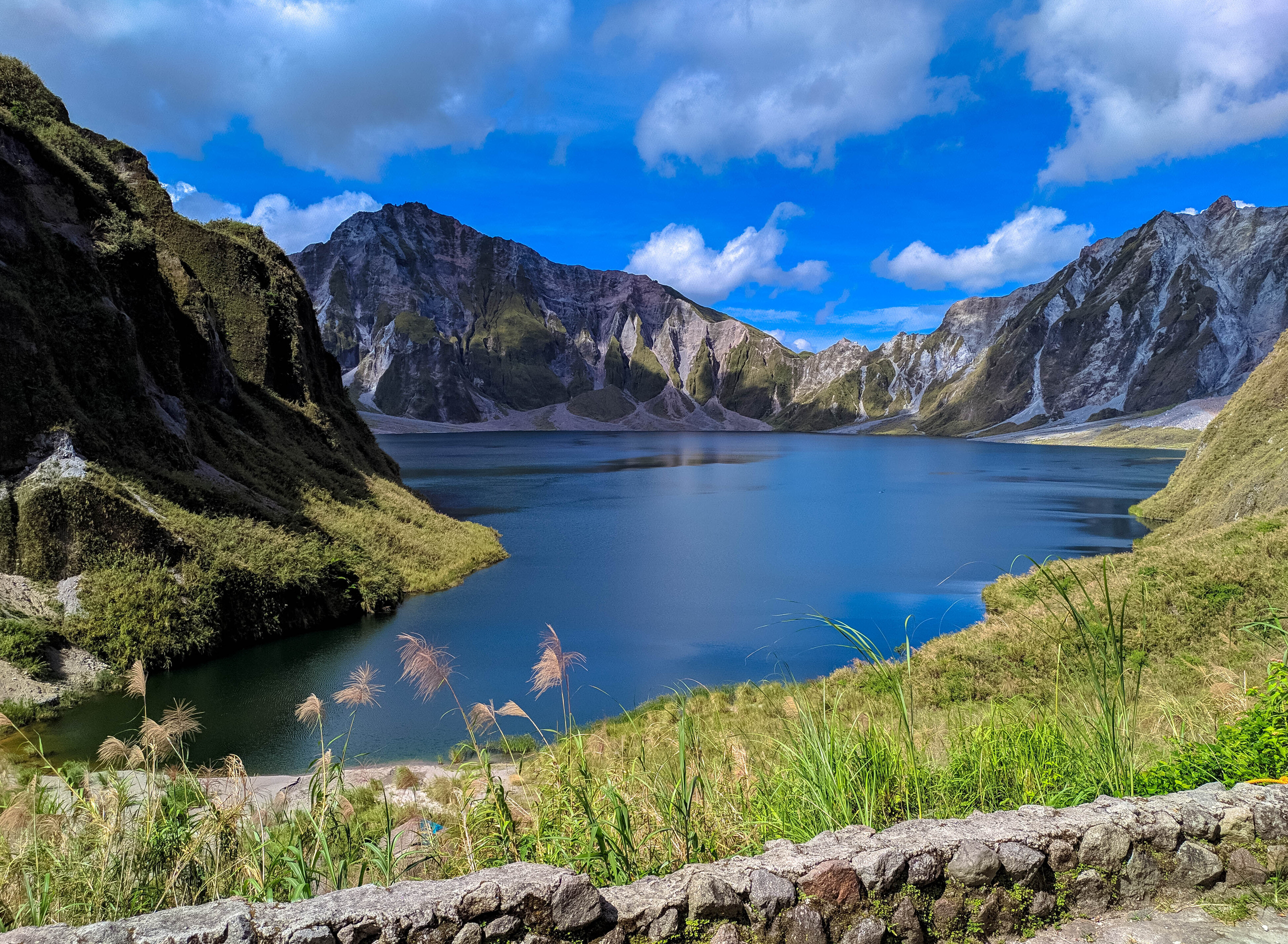
Vista interna della caldera ricolonizzata dalla vegetazione e occupata da un lago craterico

L'attività eruttiva rimase bassa dalla fine dell'eruzione del 2 settembre 1991 fino a luglio 1992 quando un nuovo duomo di lava si forma all'interno della caldera. Questo duomo di lava sembrava essere costituito da lava proveniente da un profondo serbatoio invece che dai resti di lava dell'eruzione del 1991. I vulcanologi ipotizzarono quindi nuove violente esplosioni e alcune aree vennero nuovamente evacuate. Questa eruzione si concluse il 30 ottobre 1992 con un indice di esplosività vulcanica di 1. Tra febbraio e luglio 1993, una debole attività vulcanica riprese nella caldera con piccole esplosioni.

## Gestione del rischio vulcanico
Oltre ad essere una delle eruzioni più importanti del XX secolo, in termini di potenza e danni, quella del 1991 del Pinatubo rimane significativa rispetto ad altre eruzioni storiche. Ciò è dovuto in particolare al fatto che la crisi fu ben gestita con un'efficace valutazione del rischio poiché salvò migliaia di persone che furono evacuate in tempo.
Questa protezione della popolazione implica anche informarla dei rischi connessi. Dal 15 giugno 1991, la popolazione evacuata venne informata del rischio rappresentato dai lahar grazie alla proiezione di un video sul disastro di Armero nel 1985 che uccise più di 20.000 persone a causa dei lahar. Queste campagne di informazione orchestrate dai vulcanologi furono guidate da giornalisti, esperti, funzionari eletti e membri della polizia e dell'esercito. Questa informazione dalla popolazione è continuata negli anni successivi al risveglio del vulcano, grazie alle mappe redatte dagli scienziati e dalle autorità, in particolare quando i livelli di allerta furono modificati in funzione dell'attività eruttiva.
Queste mappe vengono prodotte in base alla natura della minaccia e ai livelli di allerta. Per una migliore efficienza, questi livelli di allerta sono stati modificati nel dicembre del 1992. Ce ne sono cinque: il livello 1 corrisponde al livello di allerta più basso con lievi segni di attività tettonica, magmatica o idrotermale; il livello 2 corrisponde ad una moderata attività sismica con segni di risalita del magma che potrebbe portare ad un'eruzione; il livello 3 corrisponde a un rischio relativamente alto con deformazioni del suolo ed emissioni di gas vulcanici con un'alta probabilità di un'eruzione entro pochi giorni o poche settimane; il livello 4 riduce questa probabilità a poche ore con l'intensificarsi delle scosse e la comparsa di piccole esplosioni e il livello 5, il più alto, si attiva quando viene dichiarata un'esplosione maggiore con rischi per le popolazioni.
Permangono incertezze sulla futura attività eruttiva del Pinatubo, in particolare per quanto riguarda la durata di una pausa e l'arrivo di una nuova grande eruzione. Queste domande sono fondamentali per le popolazioni e le autorità che vogliono sapere se possono reinsediarsi nelle zone disastrate o se queste ultime sono condannate.